# 外国語学校
外国語学校（がいこくごがっこう）は、日本の独立した教育機関。

## 概要
西洋古典語教授のための文法と翻訳を重視した伝統的な方法による古典的教授法や、直接教授法（1878年開校のベルリッツが最初に採択した方法で、母語話者からその母語のみを使用して直接に翻訳という頭脳の操作を経ずに、直接に当該言語を習得する教授法）によるダイレクトメソッドの教育を採る教授法等、受講生に所望する外国語を修得させる環境と、当該外国語修得のためのあらゆる教授法を採択している各種の（外国語の）学校をいう。
その外国語学校の教育は、母語話者との個人教授による教授法や、いわゆる『寺子屋式』教授法、オーディオ・ビジュアル器械装置を介して外国語を教授する現代言語学理論に依拠した語彙素の修得法、音声学・音韻論に依拠した電子的操作を経てなる現代教授法等さまざまであり、それぞれの長所と短所がある。
日本ではフランス語直接教授法の外国語学校としてアテネフランセが最古の外国語学校である。かつては「ロゴス英語専門学校」等の歴史の古い外国語学校等も多数存在したが、現在では「ロゴス英語専門学校」のようないわゆる『寺子屋式』教授法による外国語学校は廃れ、主としてベルリッツが古くから実践してきた母語話者による個人教授法やグループレッスンによる小集団の受講生に対する小規模の教授法（6名くらいまでの受講生を母語話者が教授する）が主流になりつつある。
社団法人全国外国語教育振興協会等の団体が外国語学校のまとめ役になっている。

## 関連
- 英会話教室
- インターナショナルスクール